# Paparazzi (canción)
«Paparazzi» es una canción interpretada por la cantante y compositora estadounidense Lady Gaga, incluida en su primer álbum de estudio, The Fame, de 2008. Gaga y Rob Fusari la compusieron, mientras que este último se encargó de su producción musical. Es una canción dance pop, que habla sobre «las trampas de la fama». Obtuvo buenos comentarios por parte de los críticos y algunos de ellos la nombraron una de las mejores canciones de 2009.
Por otro lado, tuvo una buena recepción comercial, ya que logró encabezar las listas de Alemania, República Checa y las de las estadounidenses Dance/Club Play Songs, Radio Songs y Pop Songs. Además, hasta el 25 de febrero de 2018, había vendido 3.6 millones de copias en los Estados Unidos Aunque su estreno estaba previsto para el 4 de junio de 2009, el videoclip fue filtrado en Internet antes de su primera transmisión. El clip recibió cinco nominaciones a los MTV Video Music Awards 2009, en las categorías de mejor dirección, mejor edición, mejor cinematografía, mejores efectos especiales y mejor dirección de arte, de las cuales ganó estas dos últimas. Como parte de su promoción, Gaga la interpretó en el programa de comedia estadounidense Saturday Night Live, en el Glastonbury Festival, en los MTV Video Music Awards de 2009 y en sus giras The Fame Ball Tour, The Monster Ball Tour, The Born This Way Ball, Artrave: The Artpop Ball Tour, Joanne World Tour y su residencia Lady Gaga: Enigma.

## Descripción

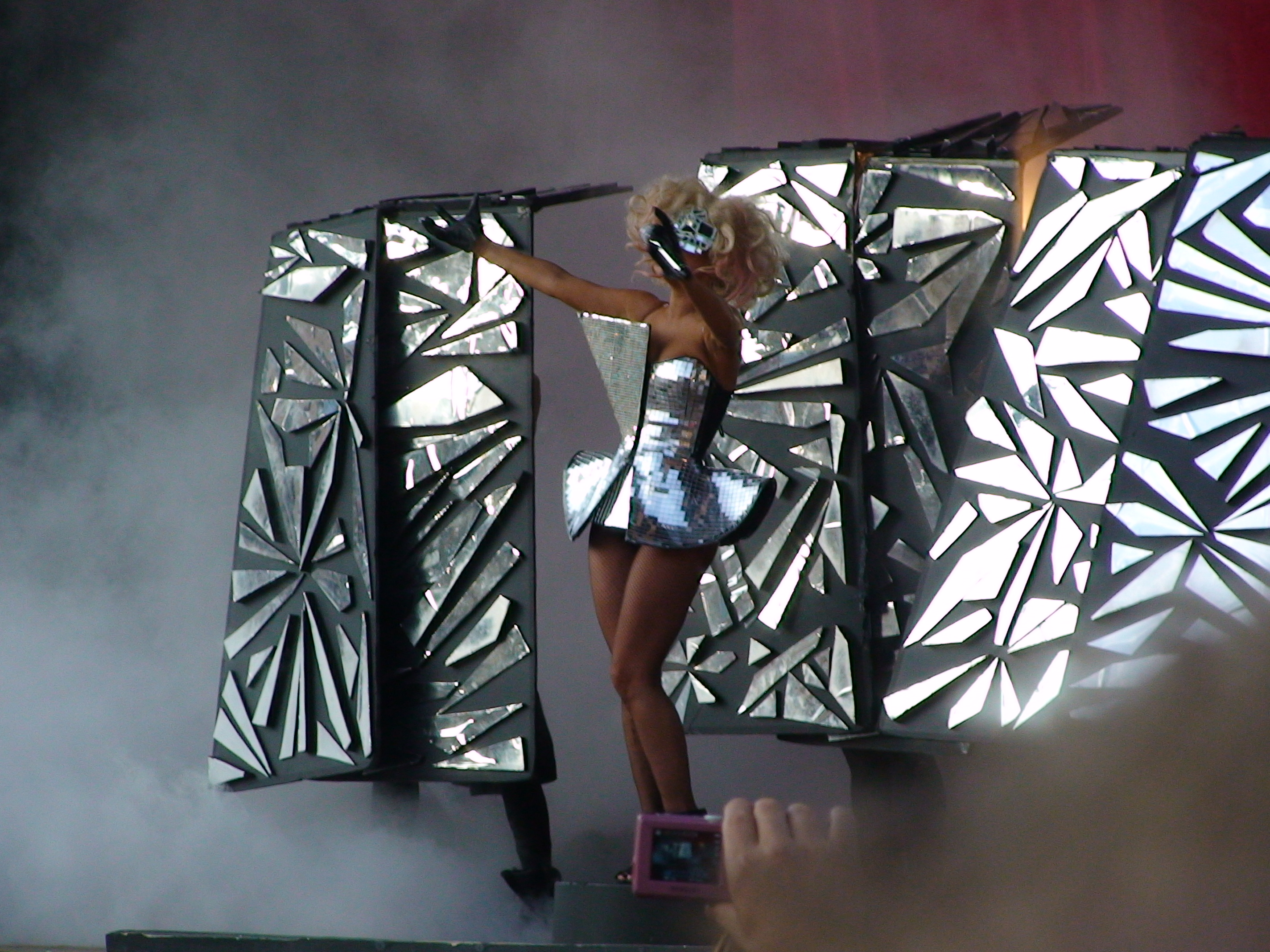
Gaga cantó el tema en su gira debut The Fame Ball Tour (2009).

En una entrevista con el periódico australiano Daily Telegraph, la cantante explicó que la pista habla sobre «la lucha para equilibrar el éxito y el amor». También habló con DJ Ron Slomowicz del sitio web About.com, en donde le señaló las «diferentes interpretaciones» de la canción, a lo que Gaga comentó que:

«Bueno, me alegro que hayan algunas interpretaciones diferentes, esa era la idea. La canción es acerca de un par de cosas diferentes. Se trata de mis luchas, ¿quiero fama o quiero amor? Se trata también de cortejar a los paparazzi para que se enamoren de mí. También trata sobre la prostitución de los medios. Es una canción de amor para las cámaras, pero también es una canción de amor para la fama— ¿puedes tener ambos, o sólo puedes tener uno?».

En una entrevista con el sitio Arjan Writes, comentó que: «Creo que "Paparazzi" realmente me define como una artista en muchas maneras. Es una verdadera canción pop pero también sigue siendo un poco retorcida. Y tiene un inteligente mensaje de arte pop detrás de ella. Esta es una de mis canciones favoritas en el álbum. Estoy realmente orgullosa de esta canción».
Gaga y Rob Fusari compusieron «Paparazzi», mientras que este último la produjo. Según una partitura publicada en Musicnotes, está escrita en la tonalidad de do menor, en un compás de 4 por 4 y con un tempo de 115 pulsaciones por minuto. El registro vocal de la intérprete se extiende desde una nota baja de sol3 hasta la más alta de mi♭5. Es una canción de género dance pop, que habla sobre «las trampas de la fama» y que trasmite el remolino de emociones de la interacción entre una celebridad y un fotógrafo. Evan Sawdey de PopMatters señaló que tiene un tempo acelerado similar a los anteriores sencillos de la cantante, «Just Dance» y «Poker Face», mientras que Bill Lamb de About.com señaló que «es un tributo a los tipos de relaciones simbióticas entre estrellas y su paparazzi trepador [...] quien, para bien o para mal, está ahí para documentar y, en cierto sentido, crea el estrellato».

## Recepción

### Comentarios de la crítica

Gaga en la actuación de «Paparazzi», durante la versión renovada de su gira The Monster Ball Tour (2009-10-11).

La canción recibió en general reseñas positivas por parte de los críticos musicales. En 2011, la revista Rolling Stone la llamó la segunda mejor canción de la intérprete y comentó que «[tiene] el ritmo más insinuante de cualquier canción de Gaga y un habitual estribillo descomunal». Por su parte, Bill Lamb de About.com la nombró la cuarta mejor canción de la cantante. En otra reseña del tema, Lamb declaró que es un «logro artístico». Ben Norman, también de About.com, nombró a «Paparazzi» una de sus tres pistas favoritas de The Fame y la llamó «increíble». El sitio la incluyó en su lista de los 100 mejores temas pop del 2009.
Erika Hobart del periódico New Times Broward-Palm Beach dijo que es «la canción más elocuente del disco». La página Hipersónica comentó que: «Junto a este primer sencillo, está entre mis favoritas del álbum. "Paparazzi", con un ritmo muy distinto, más reposado pero con un punto sofisticado».
Por otro lado, Alexis Petridis de The Guardian comentó que «la melodía de "Paparazzi" tendrá una residencia en tu cerebro y se negará a irse [de allí]». Evan Sawdey de PopMatters dijo que «Paparazzi» y «Poker Face» son comparables con «Just Dance». Sin embargo, añadió que «ni una sola vez se siente como si Gaga [se] estuviera repitiendo deliberadamente a sí misma». Por su parte, Pitchfork la incluyó en su lista de las 100 mejores canciones del 2009. No obstante, Freedom du Lac de The Washington Post comentó que «aunque Gaga se torna algo seria mientras canta con desaprobación "Paparazzi", la canción se vuelve plana y anónima así como insípida».  «Paparazzi» ganó uno de los galardones a la canción más interpretada en los ASCAP Music Awards.

### Recepción comercial

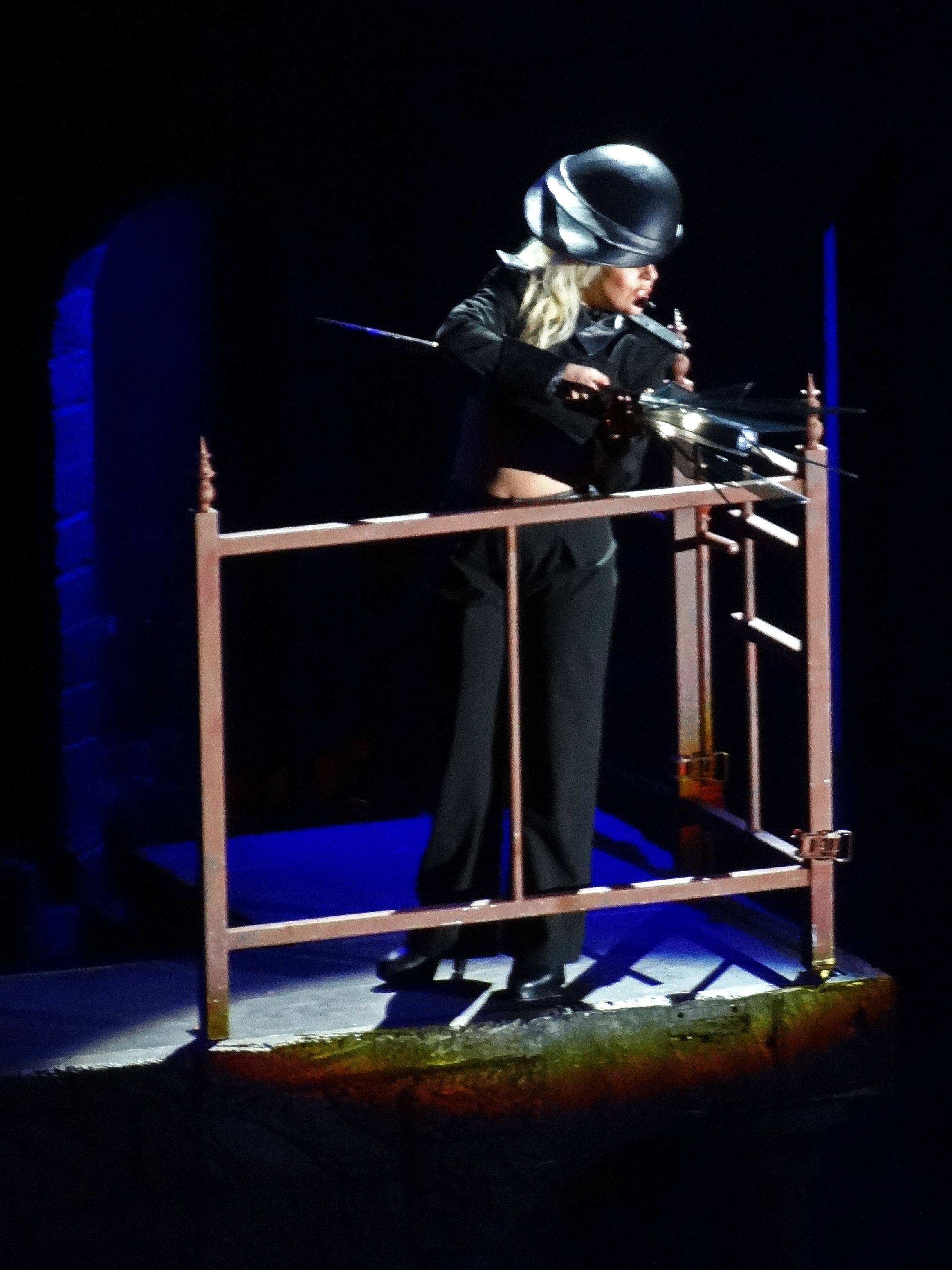
Gaga interpretando la canción en su tercera gira The Born This Way Ball.

«Paparazzi» tuvo una buena recepción comercial. En los Estados Unidos, debutó en la posición setenta y cuatro del conteo Billboard Hot 100 en la edición del 12 de septiembre de 2009.
En su sexta semana, alcanzó la casilla seis. Con esto, logró ser el cuarto sencillo top 10 de la intérprete en dicha lista. Asimismo, Gaga se convirtió junto con Fergie, Beyoncé y Christina Aguilera en las únicas cantantes en tener a los primeros cuatro sencillos de sus álbumes debut dentro de las primeras diez posiciones de la lista Billboard Hot 100. El tema también logró llegar al número uno del Pop Songs, lo que hizo a Gaga la primera artista en la historia de la lista en tener sus primeros cuatro sencillos de su álbum debut en la cima del conteo. También encabezó la lista Dance/Club Play Songs. Para finales de marzo de 2014, había vendido 3 343 000 copias solo en los Estados Unidos. Gracias a esto, la Recording Industry Association of America (RIAA) le otorgó cinco discos de platino.
En Canadá, ingresó en el número noventa y dos del Canadian Hot 100 en la edición del 20 de junio de 2009. En su decimotercera semana, logró alcanzar el puesto número tres. En Brasil, llegó hasta el puesto número dieciocho en el Brasil Hot 100 Airplay.
En Europa, también tuvo una buena recepción, como en el European Hot 100, donde alcanzó el tercer puesto.
En la edición del 3 de mayo de 2009, entró en el número sesenta y uno en el conteo UK Singles Chart del Reino Unido. En su novena semana en la lista, alcanzó la cuarta posición. Asimismo, la British Phonographic Industry (BPI) lo certificó con dos discos de platino. En 2012, The Official Charts Company publicó la lista de los sencillos con más ventas del siglo XXI en dicho país, y «Paparazzi» estuvo en la posición 148. Para enero de 2025, la canción vendió más de 1.3 millones de unidades en el país. En Irlanda, debutó en la casilla número treinta y ocho del Irish Singles Chart en la edición del 14 de mayo. En su octava semana, alcanzó el cuarto puesto. En el German Singles Chart de Alemania, «Paparazzi» logró llegar a la primera posición, con lo que logró ser el segundo sencillo número uno de la cantante en dicho país. Además, la BVMI le otorgó un disco de oro al vender 150 000 copias en el país. En los Países Bajos, entró en el puesto veintisiete del Dutch Top 40 en la edición del 18 de julio de 2009. En su sexta semana, alcanzó el cuarto lugar. En Italia, ingresó en el puesto número veinte de la lista Italian Singles Chart en la edición del 27 de agosto de 2009. Cuatro semanas después, alcanzó la tercera casilla. Además, la FIMI le otorgó un disco de platino por vender 30 000 copias en el país. En República Checa, debutó en la posición sesenta y cuatro en la trigésima semana del 2009. Catorce ediciones después, llegó hasta el primer puesto. En España, debutó en la posición cuarenta y seis de la lista Spanish Singles Chart en la edición de 20 de septiembre de 2009. En general, pasó cuatro semanas no consecutivas dentro del conteo. Además, ingresó en el top diez de Austria, Bélgica, Eslovaquia, Finlandia, Francia, Hungría, Israel y Suiza. En Dinamarca alcanzó el puesto número doce, y recibió un disco de oro por parte de la IFPI, por vender 15 000 copias. Por otro lado, en Suecia llegó hasta la casilla veintidós y también recibió un disco de oro.
En Oceanía, el tema tuvo una recepción favorable.
El 8 de junio de 2009, debutó en el puesto veintisiete de la lista australiana Australian Singles Chart. El 12 de julio del mismo año, alcanzó la segunda casilla, donde se mantuvo por tres semanas consecutivas. La Australian Recording Industry Association (ARIA) lo certificó con dos discos platino por vender 140 000 copias en dicho país. Además, la ARIA la ubicó en el número setenta y ocho de su lista de los sencillos más vendidos de la década de 2000. En Nueva Zelanda, ingresó en la posición veintitrés del RIANZ Top 40 el 22 de junio de 2009. Nueve semanas después, llegó hasta el quinto puesto. En septiembre del mismo año, la Recording Industry Association of New Zealand (RIANZ) lo condecoró con un disco de oro, por la venta de 7500 copias en ese país.

## Vídeo musical

### Antecedentes

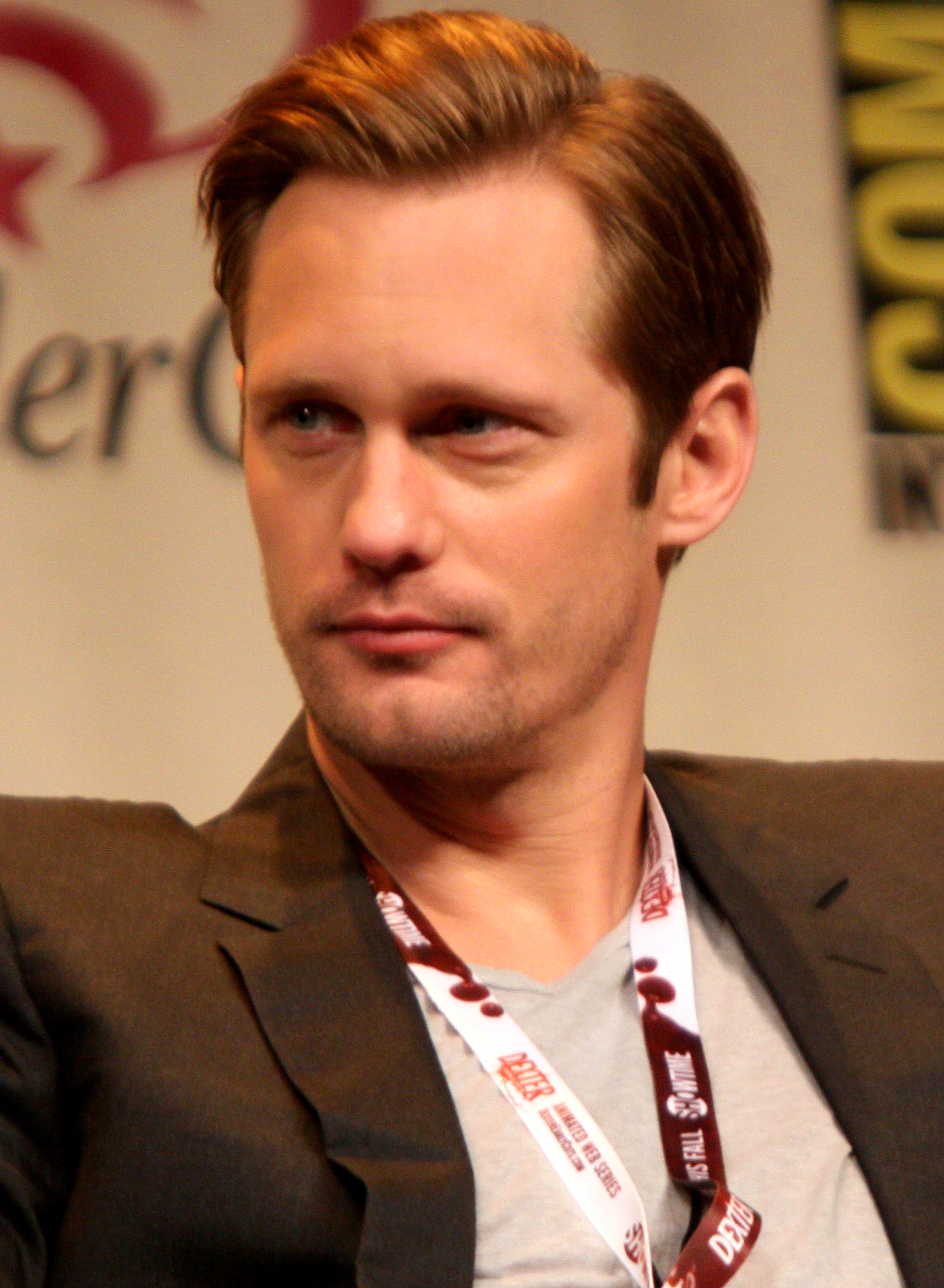
El actor sueco Alexander Skarsgård interpretó el papel del novio de Gaga en el vídeo musical.

El sueco Jonas Åkerlund dirigió el vídeo musical de «Paparazzi». Además, su esposa Bea Åkerlund se desempeñó como la estilista de la intérprete. El clip contó con la colaboración del actor sueco Alexander Skarsgård, quien interpretó el papel del novio. Al terminar el rodaje, Gaga comentó a MTV que «ha terminado el rodaje de mi vídeo de "Paparazzi", estoy realmente contenta de como quedó. Es como una pequeña película». En una entrevista con The Canadian Press, declaró que el vídeo es el «trabajo más sorprendente y creativo que hemos hecho juntos hasta ahora». Además agregó: 

«Tiene un mensaje real, genuino y poderoso sobre la fama y prostitución, la muerte, la desaparición de las celebridades y lo que hace a los jóvenes [sic]. El vídeo explora ideas sobre el tipo de situaciones de las personas que van a ser famosas. Más específicamente, la pornografía y los asesinatos. Estos son algunos de los principales temas del vídeo».
Lady Gaga.

En un principio, el canal británico Channel 4 lo estrenaría el 4 de junio de 2009 en el Reino Unido e Irlanda. Sin embargo, mientras estaba de gira en Australia, Gaga escribió en su cuenta de Twitter un mensaje que decía: «Stop leaking my motherfucking videos»— en español: «Paren de filtrar mis jodidos vídeos»—al referirse que el videoclip había sido filtrado en Internet, antes de su estreno oficial.

### Trama

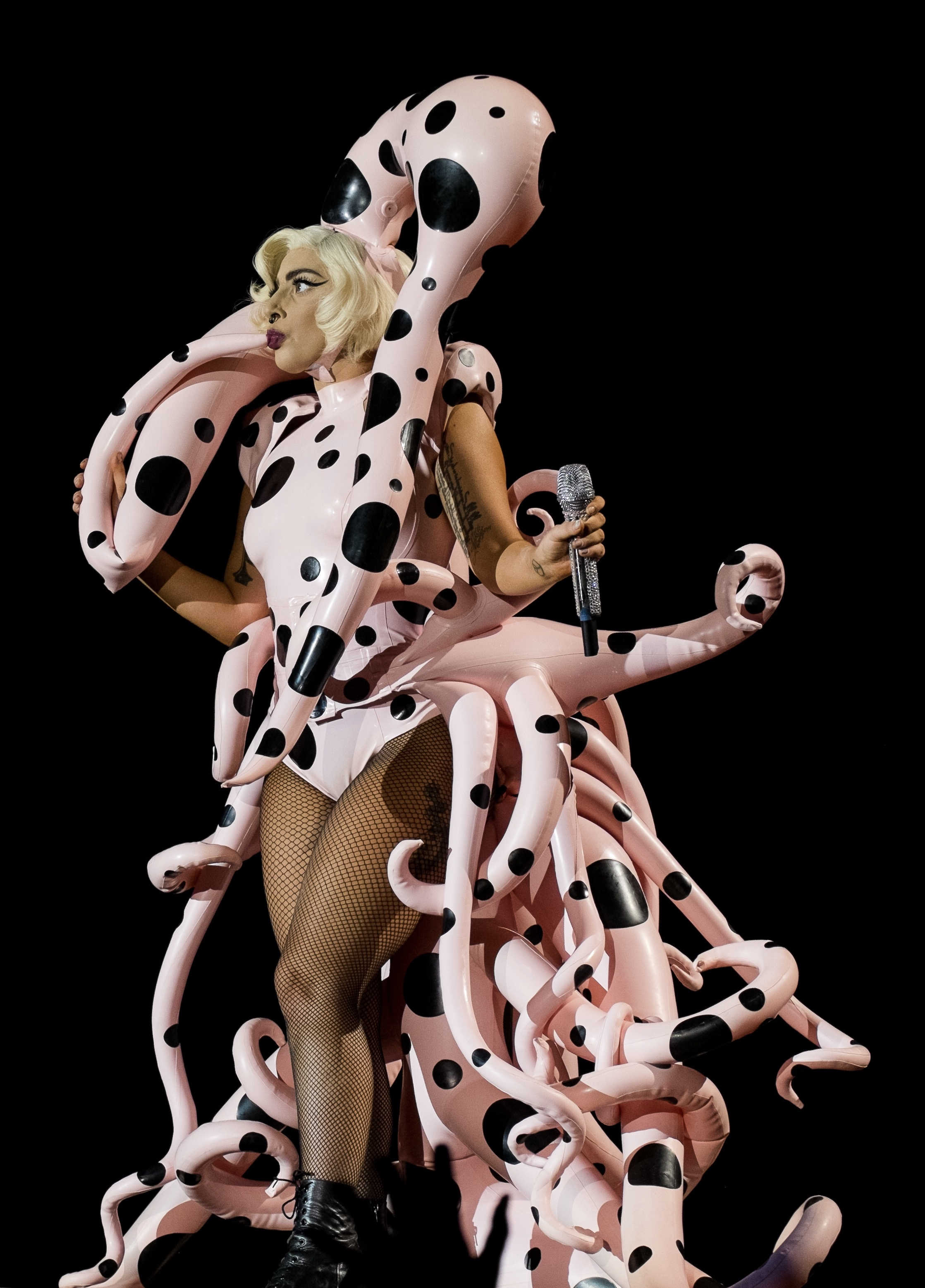
Gaga interpretando el tema en su gira Artrave: The Artpop Ball Tour (2014).

El videoclip inicia con Gaga y Skarsgård besándose en una cama, rodeados de billetes, joyas y periódicos. Ambos se dirigen luego a la terraza de la mansión, donde se abrazan y se besan. Al mismo tiempo, un paparazzi los retrata desde la distancia. El incógnito fotógrafo tiene como cómplice a Skarsgård, cuya actitud romántica se torna agresiva paulatinamente, hasta exigirle a Gaga que mire a la cámara para obtener una mejor instantánea. Defendiéndose del ataque, la cantante lo golpea con una botella de champán, por lo que pierde el control y él la empuja de la terraza. Una vez en el suelo, Gaga es acosada por fotógrafos mientras se exhiben portadas de periódicos con titulares como «Lady Gaga está acabada» o «Lady ya no Gaga», aunque en realidad sobrevive.
Posteriormente, regresa a la mansión en una limusina, usando un cuello ortopédico adornado con joyas. Acompañada por su servidumbre quienes la ayudan a bajar y la sientan en una silla de ruedas, se quita la ropa y logra pararse de la silla con un atuendo dorado metálico y al final logra caminar por el vestíbulo ayudada por unas muletas.
Durante todo el vídeo, son mostradas varias secuencias de Gaga en un sillón dorado. En ellas, se hace acompañar por miembros de la banda Snake of Eden, con los cuales se toca y se besa.
Al comenzar el segundo estribillo de la canción, se muestran imágenes de las sirvientas muertas por diferentes motivos y en distintos lugares de la mansión. Después, la cantante y sus bailarinas aparecen en un gran salón ejecutando una coreografía, vestidas con extravagantes trajes blancos. En las escenas siguientes se exhiben breves y parpadeantes imágenes con un tocado de plumas estilo corte de cabello mohicano y un traje hecho con película fotográfica.
Casi al final de la canción, Gaga y Skarsgård aparecen en la sala, ella con unas gafas de sol al estilo Mickey Mouse, hombreras y un ceñido vestido amarillo. Cuando Gaga se levanta a prepararle una bebida, le añade un veneno que lleva escondido en su anillo hueco que trae puesto. Le sirve en una taza y él muere instantáneamente. De fondo se oye una llamada al 9-1-1, donde la cantante dice  «I just killed my boyfriend —en español: Acabo de matar a mi novio»—. Se retira del salón y luego se ve a un equipo forense investigando la escena del crimen.
Después, Gaga sale de la mansión esposada y escoltada por la policía, luciendo un excéntrico peinado cónico. Luego, es subida a una patrulla mientras varios paparazzi la fotografían. Al mismo tiempo, se ven portadas de periódicos con titulares que aprueban y desaprueban el actuar de Gaga. Después es fotografiada en el cuartel para la ficha policial luciendo un corsé metálico mientras posa sensualmente. Finalmente se muestran los créditos del cortometraje.
El vídeo musical de «Telephone», es la continuación de «Paparazzi», que igualmente, es un cortometraje. El vídeo inicia en la parte que «Paparazzi» terminó; cuando Gaga está en prisión.

### Recibimiento
El vídeo tuvo en general comentarios positivos. Daniel Kreps de Rolling Stone lo comparó con el de «November Rain» de Guns N' Roses y lo describió como «muy al estilo cinematográfico, será difícil no mirarlo, aunque probablemente será etiquetado como un poco auto-indulgente».
Anna Pickard de The Guardian lo alabó y comentó que «ha habido bastante trabajo en él». Sin embargo, opinó que es «demasiado largo». Entertainment Weekly dio una reseña positiva ya que dijo: «[El vídeo] nos da aún más del siguiente nivel de Stefani Joanne Angelina Germanotta». La revista también lo comparó con el videoclip de «Everytime» de Britney Spears.
Daily Mail dijo que «a Lady Gaga le gusta hacer un escándalo, y su último vídeo no es la excepción».
MTV News lo llamó «épico y romántico al estilo de la década de 1940» y que «demuestra una vez por todas que Gaga es verdadera y original, con una visión única». El vídeo fue nominado a cinco premios para los MTV Video Music Awards de 2009, en las categorías de mejor dirección, mejor edición, mejor cinematografía, mejores efectos especiales y mejor dirección de arte, de las cuales ganó estas dos últimas. Por otro lado, recibió el premio a mejor vídeo internacional en los UK Video Music Awards de 2009.

## Interpretaciones en directo

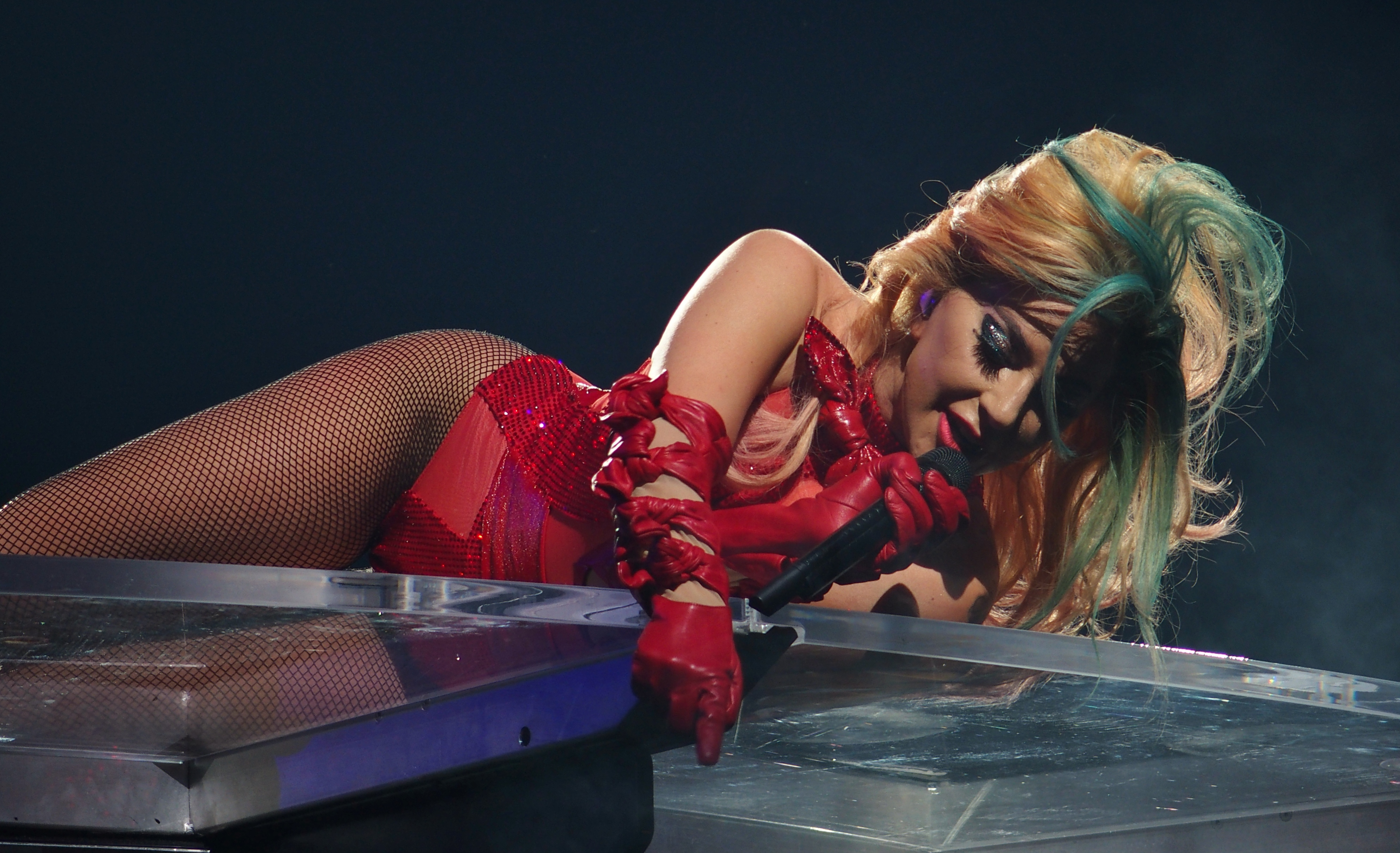
Gaga interpretando la canción en su gira Joanne World Tour (2017).

El 14 de febrero de 2009, Gaga interpretó la canción en el programa británico The Album Chart Show. También la cantó en el Glastonbury Festival del mismo año, junto a «LoveGame», «Boys, Boys, Boys», «Money Honey», «Just Dance», «Beautiful, Dirty, Rich», «The Fame», «Eh, Eh (Nothing Else I Can Say)» y «Poker Face».
Posteriormente, presentó el tema en los MTV Video Music Awards de 2009. La actuación se desarrolló en una mansión, donde la cantante comenzó con la interpretación del estribillo de su canción «Poker Face». Luego, casi al final de la presentación, se dirigió a un piano de cola de color blanco. La actuación concluyó cuando Gaga estaba desangrándose y colgando de una cuerda. En una entrevista con Rolling Stone, la cantante declaró que dedicó la actuación a sus admiradores, donde comentó: «quería decir algo sincero y real y no solo dar un espectáculo en el que estaba masturbándome en el escenario todo el tiempo sobre la canción [...] fue realmente para mis fans, [porque] yo sabía que en su casa estaban gritando y desmayándose». En una encuesta realizada por Billboard, la actuación fue calificada como la tercera mejor en la historia de los premios y la describió como «épica».
El 4 de octubre, la cantante interpretó la canción en el programa de comedia estadounidense Saturday Night Live, vestida con un traje de color rojo brillante y un tocado de plumas, acompañada por tres bailarines y una banda. El 24 de septiembre de 2011, se presentó en el iHeartRadio Music Festival, donde cantó «Paparazzi» junto con otras canciones de sus álbumes The Fame, The Fame Monster y Born This Way: «Just Dance», «Poker Face», «LoveGame», «Bad Romance», «Telephone», «Alejandro», «Born This Way», «Judas», «The Edge of Glory», «Yoü and I», «Hair» y «Scheiße». Además de ello, interpretó junto al cantante británico Sting otras dos pistas: «Stand By Me», perteneciente a Ben E. King, y «King of Pain» de The Police.
La interpreté cantó «Paparazzi» como primera canción de su gira debut The Fame Ball Tour. En la actuación estaba atrapada en una plataforma, mientras lucía una minifalda geométrica plateada y negra. Además la incluyó en el repertorio de su gira The Monster Ball Tour. Durante los conciertos de la versión original, uso extensiones rubias con trenzas, inspiradas en Rapunzel. Para los shows de la versión renovada, la intérprete lucha con un gran monstruo, un pez globo gigante con ojos brillantes, dientes gigantes y tentáculos. Luego, el monstruo le quita la ropa a Gaga, quien luce un sujetador que dispara chispas, con las que asesina a la bestia. En 2012, la cantante la incluyó dentro de su tercera gira, The Born This Way Ball, donde Gaga «asesina a Mother G.O.A.T. con un cetro». También fue incluida en el repertorio de sus giras artRAVE: The ARTPOP Ball Tour y Joanne World Tour, así como su residencia Lady Gaga: Enigma. Igualmente, figuró en el repertorio de su actuación en el festival de Coachella de 2017 y luego de 2025.

## Formatos y remezclas
- Descarga digital

| «Paparazzi» - EP de remezclas |                                      |          |  |
| N.º                           | Título                               | Duración |  |
| 1.                            | «Paparazzi» (Moto Blanco Remix)      | 4:05     |  |
| 2.                            | «Paparazzi» (Moto Blanco Bostic Dub) | 6:42     |  |
| 3.                            | «Paparazzi» (Demolition Crew Remix)  | 3:53     |  |
| 4.                            | «Paparazzi» (Stuart Price Remix)     | 3:19     |  |
| 5.                            | «Paparazzi» (Filthy Dukes Remix)     | 5:21     |  |
| 6.                            | «Paparazzi» (Yuksek Remix Version)   | 4:47     |  |
| 7.                            | «Paparazzi» (James Carameta Remix)   | 4:27     |  |
| 8.                            | «Paparazzi» (Radio Edit Version)     | 3:28     |  |

- Maxi sencillo

| «Paparazzi» - Maxisencillo - Reino Unido |                                  |          |  |
| N.º                                      | Título                           | Duración |  |
| 1.                                       | «Paparazzi»                      | 3:28     |  |
| 2.                                       | «Paparazzi» (Filthy Dukes Remix) | 5:21     |  |

| «Paparazzi» - Maxisencillo - Estados Unidos |                                             |          |  |
| N.º                                         | Título                                      | Duración |  |
| 1.                                          | «Paparazzi» (Moto Blanco Radio Mix)         | 8:01     |  |
| 2.                                          | «Paparazzi» (Moto Blanco Dub Bostic)        | 6:44     |  |
| 3.                                          | «Paparazzi» (Demolition Crew Remix)         | 3:51     |  |
| 4.                                          | «Paparazzi» (Stuart Price Remix)            | 3:19     |  |
| 5.                                          | «Paparazzi» (Filthy Dukes Remix)            | 5:21     |  |
| 6.                                          | «Paparazzi» (Yuksek Remix)                  | 4:47     |  |
| 7.                                          | «Paparazzi» (James Carameta Tabloide Remix) | 3:58     |  |
| 8.                                          | «Paparazzi» (Radio Edit Version)            | 3:28     |  |

- Sencillo en CD

| «Paparazzi» - Sencillo en CD |                                                  |          |  |
| N.º                          | Título                                           | Duración |  |
| 1.                           | «Paparazzi» (Radio edit)                         | 3:28     |  |
| 2.                           | «Paparazzi» (Moto Blanco Remix)                  | 4:06     |  |
| 3.                           | «Paparazzi» (Chew Fu Ghetto House Radio - Clean) | 3:49     |  |
| 4.                           | «Paparazzi» (Demolition Crew Remix)              | 3:54     |  |

## Posicionamiento en listas

### Semanales
| Alemania          | German Singles Chart      | 1  |
| Australia         | Australian Singles Chart  | 2  |
| Austria           | Austrian Singles Chart    | 3  |
| Bélgica (Flandes) | Ultratop 50 Singles       | 7  |
| Bélgica (Valonia) | Ultratop 40 Singles       | 6  |
| Brasil            | Brazilian Hot 100 Airplay | 18 |
| Canadá            | Canadian Hot 100          | 3  |
| Dinamarca         | Danish Singles Chart      | 12 |
| Eslovaquia        | Radio Top 100 Chart       | 5  |
| España            | Spanish Singles Chart     | 46 |
| Estados Unidos    | Billboard Hot 100         | 6  |
| Estados Unidos    | Digital Songs             | 3  |
| Estados Unidos    | Pop Songs                 | 1  |
| Estados Unidos    | Dance/Club Play Songs     | 1  |
| Estados Unidos    | Adult Contemporany        | 15 |
| Estados Unidos    | Radio Songs               | 1  |
| Estados Unidos    | Adult Pop Songs           | 14 |
| Finlandia         | Finnish Singles Chart     | 9  |
| Francia           | French Singles Chart      | 6  |
| Hungría           | Hungarian Singles Chart   | 10 |
| Irlanda           | Irish Singles Chart       | 4  |
| Israel            | Israeli Airplay Chart     | 3  |
| Italia            | Italian Singles Chart     | 3  |
| Nueva Zelanda     | New Zealand Singles Chart | 5  |
| Países Bajos      | Dutch Top 40              | 4  |
| Reino Unido       | UK Singles Chart          | 4  |
| República Checa   | Czech Airplay Chart       | 1  |
| Suecia            | Swedish Singles Chart     | 22 |
| Suiza             | Swiss Singles Chart       | 4  |
| Europa            | European Hot 100          | 3  |

- Ver lista de predecesores y sucesores

| Predecesor: «Sexy Bitch» de David Guetta con Akon                                      | German Singles Chart - Sencillo N° 1 16 de octubre de 2009 - 23 de octubre de 2009                                                    | Sucesor: «Bodies» de Robbie Williams                                         |
| Predecesor: «I Gotta Feeling» de Black Eyed Peas «Sexy Bitch» de David Guetta con Akon | Czech Airplay Chart - Sencillo N° 1 5 de noviembre de 2009 - 19 de noviembre de 2009 3 de diciembre de 2009 - 17 de noviembre de 2009 | Sucesor: «Sexy Bitch» de David Guetta con Akon «Hush Hush» de Pussycat Dolls |
| Predecesor: «Million Dollar Bill» de Whitney Houston                                   | Dance/Club Play Songs - Sencillo N° 1 14 de noviembre de 2009 - 21 de noviembre de 2009                                               | Sucesor: «Did You See Me Coming?» de Pet Shop Boys                           |
| Predecesor: «Party in the U.S.A.» de Miley Cyrus                                       | Pop Songs - Sencillo N° 1 14 de noviembre de 2009 - 28 de noviembre de 2009                                                           | Sucesor: «Whatcha Say» de Jason Derülo                                       |
| Predecesor: «Down» de Jay Sean con Lil Wayne                                           | Radio Songs - Sencillo N° 1 21 de noviembre de 2009 - 28 de noviembre de 2009                                                         | Sucesor: «Empire State of Mind» de Jay-Z y Alicia Keys                       |

### Certificaciones
| País           | Organismo certificador | Certificación | Ventas certificadas | Simbolización | Ref.          |
| -------------- | ---------------------- | ------------- | ------------------- | ------------- | ------------- |
| Alemania       | BVMI                   | 3× Oro        | 450 000             | ●             | [ 47 ]        |
| Australia      | ARIA                   | 6× Platino    | 420 000             | 6▲            | [ 65 ]        |
| Brasil         | ABPD                   | 3× Platino    | 120 000             | 6▲            | [ 102 ]       |
| Dinamarca      | IFPI                   | Oro           | 15 000              | ●             | [ 61 ]        |
| Estados Unidos | RIAA                   | 5× Platino    | 5 000               | 5▲            | [ 37 ]        |
| Italia         | FMI                    | Platino       | 30 000              | ▲             | [ 51 ]        |
| Nueva Zelanda  | RIANZ                  | Oro           | 7500                | ●             | [ 68 ]        |
| Reino Unido    | BPI                    | 2× Platino    | 1 300 000           | ▲             | [ 45 ] [ 43 ] |
| Suecia         | IFPI                   | Oro           | 10 000              | ●             | [ 63 ]        |
| Suiza          | IFPI                   | Oro           | 15 000              | ●             | [ 103 ]       |

### Anuales
| País              | Lista                    | Mejor posición |      |      |      |      |      |
| 2009              | 2009                     | 2009           | 2009 | 2009 | 2009 | 2009 | 2009 |
| ----------------- | ------------------------ | -------------- | ---- | ---- | ---- | ---- | ---- |
| Alemania          | German Singles Chart     | 23             |      |      |      |      |      |
| Australia         | Australian Singles Chart | 12             |      |      |      |      |      |
| Austria           | Austrian Singles Chart   | 21             |      |      |      |      |      |
| Bélgica (Flandes) | Belgian Singles Chart    | 74             |      |      |      |      |      |
| Bélgica (Valonia) | Belgian Singles Chart    | 59             |      |      |      |      |      |
| Canadá            | Canadian Hot 100         | 18             |      |      |      |      |      |
| Estados Unidos    | Billboard Hot 100        | 53             |      |      |      |      |      |
| Francia           | French Singles Chart     | 92             |      |      |      |      |      |
| Hungría           | Hungría Airplay Chart    | 49             |      |      |      |      |      |
| Italia            | Italian Singles Chart    | 24             |      |      |      |      |      |
| Nueva Zelanda     | RIANZ Top 40             | 41             |      |      |      |      |      |
| Países Bajos      | Dutch Top 40             | 31             |      |      |      |      |      |
| Reino Unido       | UK Singles Chart         | 21             |      |      |      |      |      |
| Suiza             | Swiss Singles Chart      | 29             |      |      |      |      |      |
| Unión Europea     | European Hot 100 Singles | 34             |      |      |      |      |      |
| 2010              |                          |                |      |      |      |      |      |
| Estados Unidos    | Billboard Hot 100        | 64             |      |      |      |      |      |
| Estados Unidos    | Adult Contemporary       | 38             |      |      |      |      |      |
| Unión Europea     | European Hot 100 Singles | 45             |      |      |      |      |      |

### Decenales
| País      | Lista (2000—2009)        | Posición |
| --------- | ------------------------ | -------- |
| Australia | Australian Singles Chart | 78       |

## Premios y nominaciones
| Año  | Ceremonia de premiación | Premio                     | Resultado | Ref.                  |
| ---- | ----------------------- | -------------------------- | --------- | --------------------- |
| 2009 | MTV Video Music Awards  | Mejor edición              | Nominado  | [ 12 ] [ 13 ] [ 122 ] |
| 2009 | MTV Video Music Awards  | Mejores efectos especiales | Ganador   | [ 12 ] [ 13 ] [ 122 ] |
| 2009 | MTV Video Music Awards  | Mejor fotografía           | Nominado  | [ 12 ] [ 13 ] [ 122 ] |
| 2009 | MTV Video Music Awards  | Mejor dirección de arte    | Ganador   | [ 12 ] [ 13 ] [ 122 ] |
| 2009 | UK Music Video Awards   | Mejor vídeo internacional  | Ganador   | [ 77 ]                |
| 2010 | ASCAP Awards            | Canción más interpretada   | Ganadora  | [ 32 ]                |

## Historial de lanzamientos
| País           | Formato                    | Fecha                    | Ref.    |
| -------------- | -------------------------- | ------------------------ | ------- |
| Reino Unido    | Maxi sencillo              | 6 de julio de 2009       | [ 96 ]  |
| Australia      | Descarga digital           | 2 de julio de 2009       | [ 123 ] |
| Argentina      | Descarga digital           | 7 de agosto de 2009      | [ 95 ]  |
| Alemania       | EP de remezclas            | 11 de septiembre de 2009 | [ 124 ] |
| Estados Unidos | Maxi sencillo de remezclas | 22 de septiembre de 2009 | [ 97 ]  |
| Australia      | Sencillo en CD             | 7 de octubre de 2009     | [ 125 ] |
| Francia        | Sencillo en CD             | 7 de diciembre de 2009   | [ 126 ] |

## Créditos y personal
- Lady Gaga: voz principal, composición, producción, piano y sintetizadores
- Rob Fusari: composición y producción
- Robert Orton: mezcla
- Calvin Gaines: programación
- Grabado en los 150 Studios, Parsippany, Nueva Jersey.

Fuente: Folleto de The Fame y el sitio Discogs.